# Manwen Laodang
Manwen Laodang (chinesisch 滿文老檔, Pinyin mǎnwén lǎodàng, dt. Abkürzung für „Alte Archive in Madschurischer Sprache“, japanisch: 満文老檔、まんぶんろうとう, Mambun Rōtō) ist eine Sammlung offizieller Dokumente der Qing-Dynastie in Mandschurischer Schrift. Sie wurden während der Spätzeit des Qianlong-Kaisers angefertigt auf Basis der so genannten Jiu Manzhou Dang („Antike Mandschu-Archive“). Es sind insgesamt 180 Bände.

## Ausgaben
Bereits in der Qianlong-Periode war es schwierig Alt-Mandschu zu entziffern, wenn die Texte ohne Vokalzeichen (Punkte und Kreise) angefertigt worden waren. Die Übersetzungen der alten Archive in Standard-Mandschu wurde 1775 begonnen. Zwei Versionen, nämlich eine Ausgabe in Beijing und eine Ausgabe in Mukden wurden geschaffen. Beide Editionen wurden in den Archiven des Palastes aufbewahrt.
Jede Ausgabe enthält sowohl „tongki fuka sindaha hergen i dangse“ (Archivtexte in der Schrift mit Punkten und Kreisen) als auch „tongki fuka akū hergen i dangse“ (Archivtexte in der Schrift ohne Punkte und Kreise). Die erste Form ist in Standard-Mandschu-Schrift abgefasst. Die Ausgabe von Beijing gibt auch Kommentare zu schwerverständlichen Passagen und Übersetzungen von Mongolischen Texten in Mandschu. Die Texte „ohne Punkte und Kreise“ sind im Grunde genommen Alt-Mandschurisch. Diese Texte sind jedoch nicht identisch mit dem Jiu Manzhou Dang, da Duplikationen der ursprünglichen Archivtexte im Manwen Laodang eliminiert wurden. Einige alte Archivtexte sind nur in Alt-Mandschurisch vorhanden, der größte Teil ist jedoch in der Originalsprache erhalten.

## Entdeckung
Die Ausgabe von Mukden wurde 1905 von dem japanischen Historiker Naitō Torajirō entdeckt und als Manwen Laodang (Mambun Rōtō) benannt. Er fertigte Fotografien der Archive an und brachte sie 1912 nach Japan. Die Ausgabe von Beijing wurde 1931 entdeckt. Sie befindet sich heute im Palast.